# Никифоров, Степан Никифорович
Степан Никифорович Никифоров (1921—1942) — старший лейтенант Рабоче-крестьянской Красной Армии, участник Великой Отечественной войны, Герой Советского Союза (1943).

## Биография
Родился 23 апреля 1921 года в деревне Русаново (ныне — Западнодвинский район Тверской области). Окончил восемь классов школы. В 1939 году был призван на службу в Рабоче-крестьянскую Красную Армию. В 1941 году окончил 2-е Саратовское танковое училище. С начала Великой Отечественной войны — на её фронтах.
К июню 1942 года старший лейтенант Степан Никифоров командовал ротой 373-го танкового батальона 170-й танковой бригады 40-й армии Брянского фронта. Отличился во время боёв в Курской области. 29 июня 1942 года рота Никифорова атаковала немецкую танковую колонну в районе посёлка Тим и села Погожее Тимского района, уничтожив 7 танков (3 уничтожил лично Никифоров со своим экипажем). Во время отражения очередной контратаки противника, располагавшего 40 танками, уничтожил 2 артиллерийских орудия, 1 пулемётный расчёт и 4 танка. В том же бою он погиб. Похоронен в селе Большие Бутырки Мантуровского района Курской области.
Указом Президиума Верховного Совета СССР «О присвоении звания Героя Советского Союза начальствующему и рядовому составу Красной Армии» от 4 февраля 1942 года за «образцовое выполнение боевых заданий командования на фронте борьбы с немецкими захватчиками и проявленными при этом отвагу и геройство» удостоен посмертно высокого звания Героя Советского Союза. Также посмертно был награждён орденом Ленина.